# Kirgisisch-osttimoresische Beziehungen
Die kirgisisch-osttimoresische Beziehungen beschreiben das zwischenstaatliche Verhältnis von Kirgisistan und Osttimor.

## Geschichte
2009 entsandte Kirgisistan drei Beamte des Innenministeriums nach Osttimor als Beteiligung an den Polizeikräften der Integrierten Mission der Vereinten Nationen in Timor-Leste (UNMIT).

## Diplomatie
Weder hat Kirgisistan eine Botschaft in Osttimor noch Osttimor eine diplomatische Vertretung in Kirgisistan. Kirgisistans für Osttimor zuständiger Botschafter hat seinen Sitz in Tokio (Japan).

## Wirtschaft
Für 2018 gibt das Statistische Amt Osttimors keine Handelsbeziehungen zwischen Osttimor und Kirgisistan an.

## Einreisebestimmungen
Osttimoresen können ein eVisa für Kirgisistan erhalten.